# بنگاه پخش مونهوا
ام‌بی‌سی (بنگاه پخش مونهوا) (به هانگول: 문화방송주식회사) یکی از چهار شبکهٔ تلویزیونیِ اصلی ملی در کره جنوبی و قدیمی‌ترین شبکه تجاری در این کشور می‌باشد. این شبکه همچنین قدیمی‌ترین شبکه خصوصی در کره جنوبی است. پخش دیجیتال این شبکه از سال ۲۰۰۱ میلادی و پخش T-DMB از سال ۲۰۰۵ میلادی آغاز شد. این شبکه دارای ۱۹ ایستگاه محلی و ۱۰ شبکه فرعی می‌باشد. در سال ۲۰۰۱ تعداد کارکنان این شبکه ۴۰۰۰ نفر بوده‌است.

ام‌بی‌سی در سال ۲۰۰۷ با شبکه سه تلویزیون ایران قرارداد بست. معروف‌ترین محصولات این شبکه که از تلویزیون ایران پخش شده، سریال‌های افسانه جومونگ ، افسانه دونگ‌یی‌ ، ‌افسانه خورشید و ماه و فراری از قصر از شبکه سه هستند . این شبکه همچنین به دلیل پخش سریال‌های متعدد از فارسی۱ در ایران شهرت بیشتری پیدا کرد.

## برنامه‌های تلویزیونی

### سریال‌ها
سریال‌های شبکه ام‌بی‌سی به ۳۰ کشور در آسیا، خاورمیانه، آفریقا و آمریکا صادر می‌شود. محبوب‌ترین سریال پخش شده از این شبکه سریال (افسانه جومونگ) است که دارای بیننده‌های زیادی در کشورهای ایران، تایوان و هنگ کنگ بوده است. دیگر سریال‌های پربیننده این شبکه عبارتند از: (جواهری در قصر) (افسانه دونگ یی) (سرزمین آهن) (کافه پرنس) (افسانه خورشید و ماه) (ایسان) (ملکه سوندوک) (پادشاه صاحب ماسک ).

### برنامه‌های سرگرمی
برنامه رقابت بی پایان این شبکه دارای رکورد بیشترین میزان بیننده در ۷ سال است.

## محصولات

### مجموعه‌های پخش شده ازصدا و سیمای جمهوری اسلامی ایران
| نام مجموعه              | نام لاتین                                                              | سال تولید | پخش از                        |
| ----------------------- | ---------------------------------------------------------------------- | --------- | ----------------------------- |
| پزشکان                  | Medical Brothers                                                       | ۱۹۹۷      | شبکه ۵                        |
| تاجر پوسان              | Sangdo,Merchants Of Joseon                                             | ۲۰۰۱      | شبکه ۳                        |
| جواهری در قصر           | Jewel In The Palace,Dae Jang Geum                                      | ۲۰۰۳      | شبکه ۲                        |
| انسان خوب               | Good Person                                                            | ۲۰۰۳      | شبکه ۵                        |
| امپراتور دریا           | Emperor Of The Sea                                                     | ۲۰۰۴      | شبکه ۳                        |
| افسانه جومونگ           | Jumong,The Book Of The Three Hans                                      | ۲۰۰۶      | شبکه ۳                        |
| ایسان                   | Lee San,Wind Of The Palace,Yi San                                      | ۲۰۰۷      | شبکه‌های استانی                |
| بخش قلب                 | New Heart                                                              | ۲۰۰۷      | شبکه ۲                        |
| پشت برج سفید            | Behind The White Tower                                                 | ۲۰۰۷      | شبکه ۵                        |
| متشکرم                  | We Were There,Thank You                                                | ۲۰۰۷      | شبکه ۵                        |
| سرزمین بادها            | The Land Of Wind,The Kingdom Of The Winds                              | ۲۰۰۸      | شبکه ۳                        |
| قهرمان                  | Hong Gil-dong                                                          | ۲۰۰۸      | شبکه‌های استانی                |
| نقاش باد                | The painter of the wind                                                | ۲۰۰۸      | شبکه‌های استانی و شبکه امید    |
| پزشکان جوان             | General Hospital 2                                                     | ۲۰۰۸      | شبکه ۲                        |
| ایلجیما                 | Iljimae                                                                | ۲۰۰۸      | شبکه پنج                      |
| رودخانه ماه             | The Return Of Iljimae                                                  | ۲۰۰۹      | شبکه ۳                        |
| افسانه دونگ یی          | Dong Yi                                                                | ۲۰۱۰      | شبکه ۳                        |
| سرزمین آهن              | Kim Su-ro, The Iron King                                               | ۲۰۱۰      | شبکه ۳                        |
| پاستا                   | Pasta                                                                  | ۲۰۱۰      | شبکه نمایش                    |
| دو دوست                 | The Duo                                                                | ۲۰۱۱      | شبکه ۵ و شبکه تماشا           |
| خانواده کیمچی           | Fermentation Family,Kimchi Family                                      | ۲۰۱۱      | شبکه نمایش                    |
| کیمیاگر                 | Midas                                                                  | ۲۰۱۱      | شبکه افق                      |
| خانواده جدید            | My Husband Got a Family                                                | ۲۰۱۲      | شبکه ۲                        |
| سرنوشت یک مبارز         | Gyebaek                                                                | ۲۰۱۲      | شبکه نمایش                    |
| رؤیای فرمانروای بزرگ    | Dream of the Emperor                                                   | ۲۰۱۲      | شبکه نمایش                    |
| سرنوشت                  | The Great Doctor                                                       | ۲۰۱۲      | شبکه نمایش                    |
| افسانه خورشید و ماه     | Moon Embracing The Sun,The Sun And The Moon,Moon That Embraces The Sun | ۲۰۱۲      | شبکه ۳ و شبکه امید            |
| بیمارستان چونا          | Brain                                                                  | ۲۰۱۲      | شبکه ۵                        |
| آقای دکتر               | Good Doctor                                                            | ۲۰۱۳      | شبکه ۲                        |
| دختر امپراتور           | The King's Daughter, Soo Baek-Hyang                                    | ۲۰۱۳      | شبکه ۵                        |
| فراری از چوسان          | The Fugitive of Joseon                                                 | ۲۰۱۳      | شبکه ۳                        |
| افسانه سامبونگ          | Jeong Do-jeon                                                          | ۲۰۱۴      | شبکه ۵                        |
| وضعیت اضطراری           | D-Day                                                                  | ۲۰۱۵      | شبکه ۵                        |
| بخش ویژه                | Medical Top Team                                                       | ۲۰۱۵      | شبکه ۵                        |
| جونگ میونگ              | Hwajung,Splendid Politics                                              | ۲۰۱۵      | شبکه ۵                        |
| افسانه اوک نیو          | Flowers Of The Prison                                                  | ۲۰۱۶      | شبکه ۳                        |
| سایمدانگ، خاطرات درخشان | Saimdang, Memoir of Colors                                             | ۲۰۱۷      | شبکۀ نمایش خانگی و شبکه تماشا |
| آه گوم بی من            | My Fair Lady                                                           | ۲۰۱۷      | شبکه امید                     |
| رئیس جمهور موقت         | Designated Survivor: 60 Days‎                                           | ۲۰۱۹      | شبکه افق                      |
| بازی قدرت               | My Country: The New Age                                                | ۲۰۱۹      | شبکه سه                       |